# Lärarnas a-kassa
Lärarnas a-kassa är Sveriges största a-kassan för lärare, skolledare och studie-och yrkesvägledare. Lärarnas a-kassa har ett nära samarbete med fackförbundet Sveriges Lärare och är specialiserade på a-kassan inom skolans värld.

## Uppgift
Lärarnas a-kassas främsta uppgift är att betala ut ersättning till sina arbetslösa medlemmar. Utöver det hjälper de sina medlemmar att ansöka om ersättning och utreder ersättningsärenden. Verksamheten styrs av lagen (1997:238) om arbetslöshetsförsäkring (ALF) och lagen (1997:239) om arbetslöshetskassor (LAK). Den bedrivs även i enlighet med förordning (1997:835) om arbetslöshetsförsäkring och förordningen (1997:836) om arbetslöshetskassor. Alla arbetslöshetskassor granskas av tillsynsmyndigheten Inspektionen för arbetslöshetsförsäkringen, IAF.

## Organisation
Lärarnas a-kassa är en ekonomisk förening och har kontor i Stockholm och Växjö. Verksamheten leds av en kassaföreståndare. Kassaföreståndaren utses av styrelsen, som i sin tur väljs av a-kassans föreningsstämma.
Lärarnas a-kassa är ingen myndighet men bedriver myndighetsutövning när de fattar beslut i ärenden som rör medlemskap och arbetslöshetsersättning. Organisationen samverkar med andra a-kassor genom Sveriges a-kassor. 

## Verksamhetsområde
Medlemmarna i Lärarnas a-kassa är lärare, skolledare, studie- och yrkesvägledare eller studerar till ett yrke kopplat till skolan. Lärarnas a-kassa välkomnar även kyrkomusiker som medlemmar.